# Giuseppe Galli da Bibiena

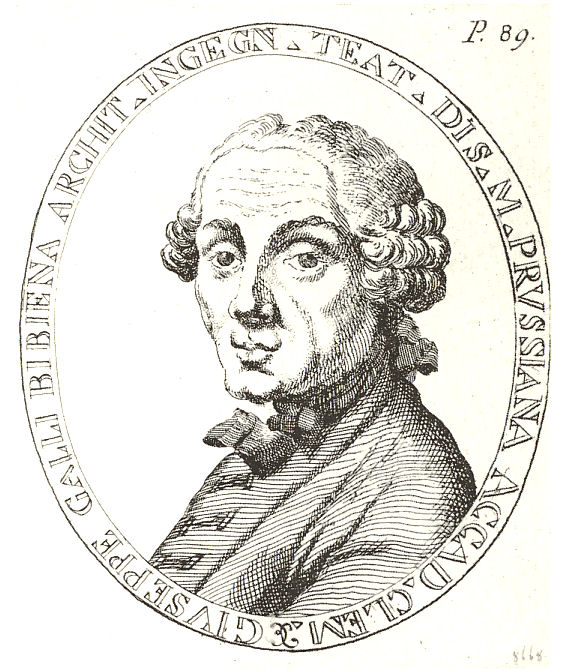
Galli Bibiena en un grabado anónimo. Fuente desconocida.

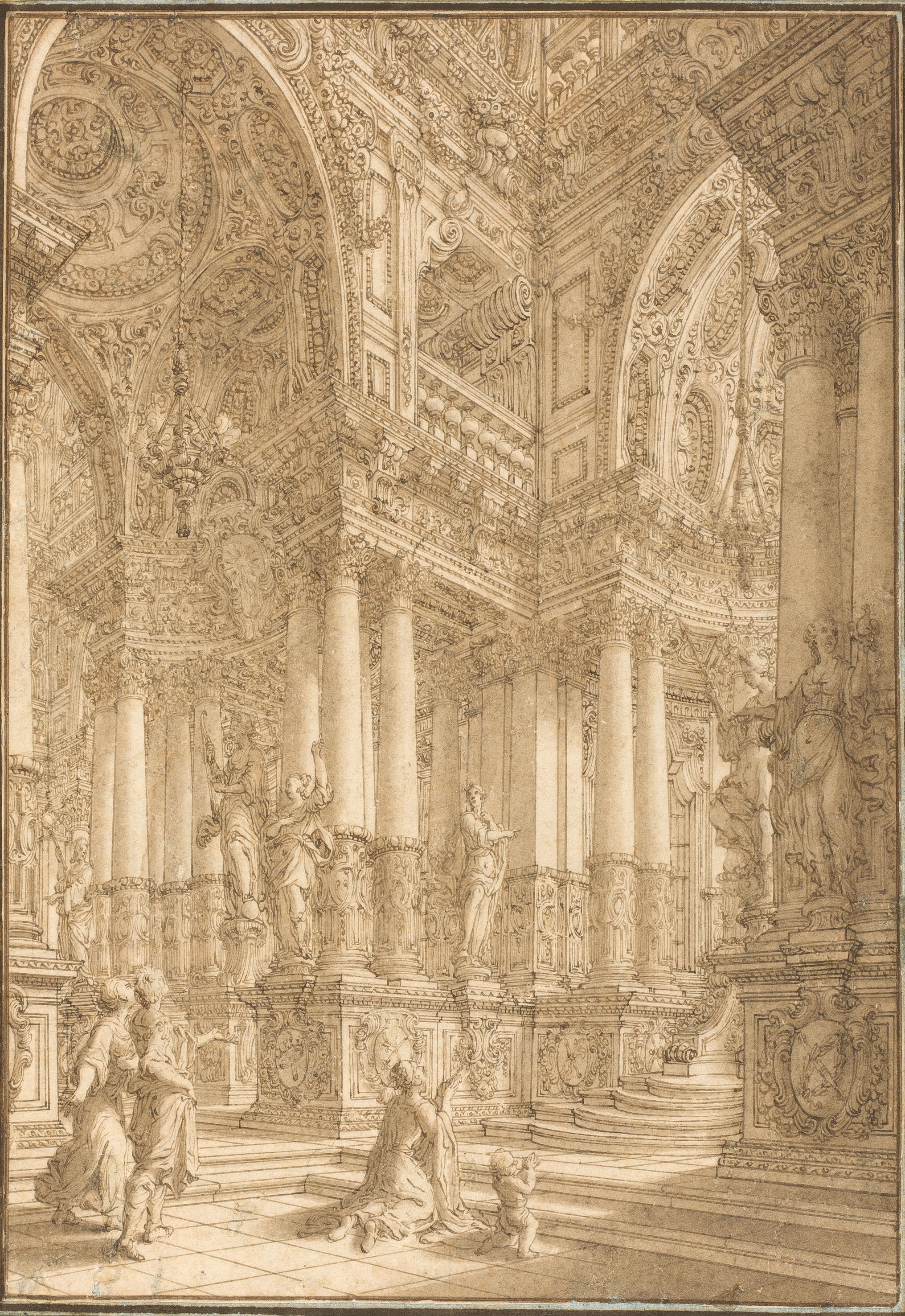
Estudio de arquitectura fantástica, aguada parda, lápiz negro y pluma sobre papel agarbanzado, 243 × 171 mm. Madrid, Museo del Prado, Gabinete de Dibujos, Estampas y Fotografías.

Giuseppe Galli da Bibiena (Parma, 1696-Berlín, 1757) fue un pintor, escenógrafo y arquitecto italiano activo principalmente en Viena como «arquitecto e ingeniero de teatro de su majestad imperial» Carlos VI.

## Biografía
Miembro de una extensa familia de artistas oriundos de Bibbiena, en la Toscana, fue hijo de Ferdinando Galli, el más célebre de los componentes de esa estirpe familiar e introductor de la perspectiva angular en el diseño escénico, técnica continuada y muy potenciada por Giuseppe en el desarrollo de la escena tardobarroca por medios puramente pictóricos. En 1708, con doce años, acompañó a su padre a Barcelona, a donde había sido reclamado para intervenir en las decoraciones festivas por la boda del pretendiente a la corona española con el título de Carlos III y futuro emperador con Isabel de Braunschweig-Wolfenbüttel. Posteriormente siguió también a su padre a Viena, llamado para asistir con sus escenografías a la ceremonia de la coronación imperial en 1712. Cuando cinco años después, aquejado de problemas oculares, su padre abandonó definitivamente Viena y el trabajo de escenógrafo para dedicarse a la enseñanza en la Academia Clementina de Bolonia, Giuseppe ocupó su puesto en la corte vienesa.
Con el título de primer ingeniero de teatro de su majestad, que ostentó desde 1723, proyectó programas decorativos y de pintura al fresco en palacios e iglesias —entre ellos el proyecto para el altar mayor de la abadía de Melk— y realizó numerosos decorados para las representaciones teatrales y festejos organizados por la corte en Viena, Múnich, Linz, Breslavia o Praga, donde en 1723 asistió a la ceremonia de la coronación de Carlos VI como rey de Bohemia. A la muerte de Carlos VI, en 1740, y bajo el reinado de la archiduquesa María Teresa de Austria la influencia de Galli en los festejos de la corte vienesa disminuyó, pero todavía en 1744 dirigió la transformación de las caballerizas de la ciudadela de Viena, obra de Fischer von Erlach, en gran salón de baile para la boda de la hija menor de Carlos VI, María Ana de Austria, con Carlos Alejandro de Lorena.
En 1747 pasó al servicio del elector de Sajonia, llamado a Dresde para dirigir los festejos por la boda doble de María Antonia de Baviera con el príncipe elector Federico Cristián de Sajonia y de su hermana María Ana con el elector de Baviera Maximiliano III.
Acometió en esta etapa, con ayuda de su hijo Carlo, la decoración interior y la escena del teatro de la ópera de Bayreuth, de un delicado gusto rococó, y la remodelación de la Ópera de Dresde, no conservada, para la que proyectó una monumental escena inaugurada el 12 de enero de 1750 con la presentación de Attilio Regolo de Johann Adolph Hasse y libreto de Pietro Metastasio. En 1754 se instaló en Berlín, llamado por Federico II de Prusia, para quien ya había realizado algún trabajo con anterioridad como escenógrafo de la corte, y allí murió tres años más tarde.
En Architetture e prospettive dedicate alla maesta di Carlo sesto (Viena, 1740), reunió cincuenta de sus proyectos, grabados en cobre y estampados en láminas de gran formato según sus dibujos por Johann Andreas Pfeffel, impresor imperial, cuya firma aparece en la mayor parte de las láminas, Lorenzo Zucchi y Salomon Kleiner. El aspecto más destacado de la concepción escenográfica de sus arquitecturas pintadas, como se observa en sus láminas, es la utilización en muchos de sus proyectos de los puntos de fuga múltiples, lo que se conoció como la scena ad angolo, con la que iba a tener muy notable influencia en la renovación de los teatros europeos gracias a la amplia difusión que tuvieron los grabados. También notable es la utilización de perspectivas ascendentes y de arquitecturas góticas para recrear, junto con las clásicas, una imaginaria antigüedad, recursos de los que se valdrá para diseñar espacios monumentales puestos al servicio del poder absoluto del emperador.